# Vivian Liska

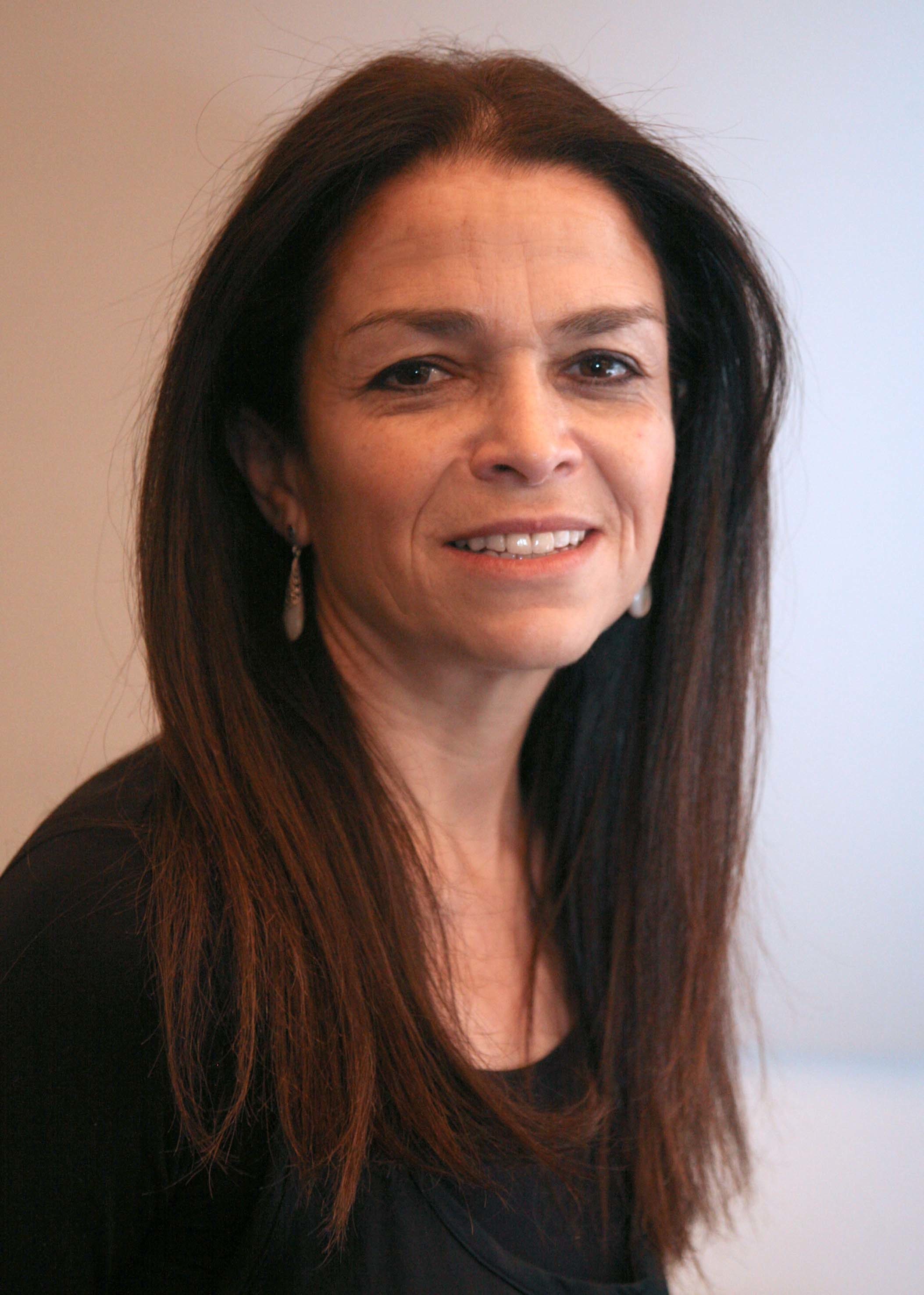
Vivian Liska

Vivian Liska (* 30. April 1956 in New York City) ist eine US-amerikanische Germanistin. Sie ist Professorin für Neuere Deutsche Literaturwissenschaft und Direktorin des  Instituts für Jüdische Studien an der Universiteit Antwerpen.

## Werdegang
Vivian Liska erwarb einen B.A. an der University of Maryland (European Division) im Jahr 1984. Anschließend erwarb sie ein Licentiat an der Universität Antwerpen 1987 und promovierte ebenda im Jahr 1996. Sie hatte von 1989 bis 1990 einen Lehrauftrag an der Universität von Maryland und war von 1991 bis 1996 als Assistentin an der Universität Antwerpen beschäftigt, zunächst als „Lecturer“, ab 1996 als „Senior Lecturer“. 2003 wurde sie Professor, im Jahr 2008 Senior Professor. Sie ist heute Professorin für deutsche Literatur und Literaturtheorie an der Universität Antwerpen und seit 2001 Direktorin des Instituts für Jüdische Studien. 2012 wurde sie mit dem Ehrenkreuz der Republik Österreich für Wissenschaft und Kunst ausgezeichnet.
Frau Liska ist häufig Gastprofessorin an ausländischen Hochschulen und Forschungszentren. So war sie auch häufig Gast an der Universität zu Köln, zuletzt 2012 dort am Internationalen Kolleg Morphomata. 2014 wurde sie in die Academia Europaea gewählt.

## Werke (Monographien)
- 2010. Hameshichut ha'rikah shel Giorgio Agamben. Tel Aviv: Resling.
- 2009 (with Sascha Kirchner, Karl Solibakke, and Bernd Witte, eds.). Walter Benjamin und das Wiener Judentum zwischen 1900 und 1938. Würzburg: Königshausen und Neumann.
- 2009. Uncommon Communities in German-Jewish Literature. Bloomington: Indiana University Press.
- 2009 (with Eva Meyer, eds.). What Does the Veil Know?. Wien/New York: Springer.
- 2008. Giorgio Agambens leerer Messianismus. Wien: Schlebrügge.
- 2007 (with Ortrud Gutjahr and Béatrice Dumiche, eds.). Geschlechterdifferenzen als Kulturkonflikte. Bern: Peter Lang.
- 2007 (with Thomas Nolden, eds.). Contemporary Jewish Writing in Europe: A Guide. Bloomington: Indiana University Press.
- 2007 (with Astradur Eysteinsson, eds.). Modernism. 2 Bände. Amsterdam/Philadelphia: John Benjamins.
- 2007 (with Mark Gelber, eds.). Theodor Herzl between Europe and Zion. Tübingen: Niemeyer.
- 2007 (with Arthur Cools, Sabine Hillen, and Erik Oger, eds.). De macht van de sirene: kennis en verleiding in de moderniteit. Ghent: Academia Press.
- 2006. Det utidssvarende i den tyske ekspressionisme. Aalborg:  Aalborg Universitet.
- 2005. Irgendwo/Ergens. Wetteren: Cultura.
- 2000. Die Moderne – ein Weib. Am Beispiel von Romanen Ricarda Huchs und Annette Kolbs. Tübingen: Francke.
- 1998. Die Dichterin und das schelmische Erhabene. Else Lasker-Schülers ‘Die Nächte Tino von Bagdads’. Tübingen: Francke.
- 1998 (with Geert Lernout, eds.). Zwischen allen Stühlen: Festschrift Jean-Paul Bier. Leuven: Acco.
- 1993. Die Nacht der Hymnen: Paul Celans Gedichte 1938-1944. Bern: Peter Lang.